# Terena (São Pedro)
Terena (São Pedro) is een plaats (freguesia) in de Portugese gemeente Alandroal en telt 859 inwoners (2001).